# Lijst van premiers van Taiwan
Dit artikel geeft een lijst van premiers van Taiwan sinds 1948. 

## Premiers vanTaiwan(1948-heden)
| Termijn | Rang | Naam geromaniseerd     | Naam Chinees         | Naam Chinees          | Pinyin          | Foto | Intreeddatum      | Uittreeddatum     | Partij                                         |
| Termijn | Rang | Naam geromaniseerd     | Traditioneel Chinees | Vereenvoudigd Chinees | Pinyin          | Foto | Intreeddatum      | Uittreeddatum     | Partij                                         |
| ------- | ---- | ---------------------- | -------------------- | --------------------- | --------------- | ---- | ----------------- | ----------------- | ---------------------------------------------- |
| 13      | 9    | Wong Wen-hao           | 翁文灝               | 翁文灏                | Wēng Wénhào     |      | 24 mei 1948       | 26 november 1948  | Kwomintang (Chinese Nationalistische Partij)   |
| 14      | -    | Sun Fo                 | 孫科                 | 孙科                  | Sūn Kē          |      | 26 november 1948  | 12 maart 1949     | Kwomintang (Chinese Nationalistische Partij)   |
| 15      | 10   | Ho Ying-chin           | 何應欽               | 何应钦                | Hé Yìngqīn      |      | 12 maart 1949     | 3 juni 1949       | Kwomintang (Chinese Nationalistische Partij)   |
| 16      | 11   | Yen Hsi-shan           | 閻錫山               | 阎锡山                | Yán Xíshān      |      | 3 juni 1949       | 7 maart 1950      | Kwomintang (Chinese Nationalistische Partij)   |
| 17      | 12   | Chen Cheng             | 陳誠                 | 陈诚                  | Chén Chéng      |      | 7 maart 1950      | 7 juni 1954       | Kwomintang (Chinese Nationalistische Partij)   |
| 18      | 13   | Yü Hung-chün           | 俞鴻鈞               | 俞鸿钧                | Yú Hóngjūn      |      | 7 juni 1954       | 30 juni 1958      | Kwomintang (Chinese Nationalistische Partij)   |
| 19      | -    | Chen Cheng             | 陳誠                 | 陈诚                  | Chén Chéng      |      | 30 juni 1958      | 15 december 1963  | Kwomintang (Chinese Nationalistische Partij)   |
| 20      | 14   | Yen Chia-kan           | 嚴家淦               | 严家淦                | Yán Jiāgàn      |      | 15 december 1963  | 29 mei 1972       | Kwomintang (Chinese Nationalistische Partij)   |
| 21      | 15   | Chiang Ching-kuo       | 蔣經國               | 蒋经国                | Jiǎng Jīnggu    |      | 29 mei 1972       | 28 mei 1978       | Kwomintang (Chinese Nationalistische Partij)   |
| 22      | 16   | Sun Yun-suan           | 孫運璿               | 孙运璇                | Sūn Yùnxuán     |      | 30 mei 1978       | 20 mei 1984       | Kwomintang (Chinese Nationalistische Partij)   |
| 23      | 17   | Yu Kuo-hwa             | 俞國華               | 俞国华                | Yú Guóhuá       |      | 20 mei 1984       | 21 mei 1989       | Kwomintang (Chinese Nationalistische Partij)   |
| 24      | 18   | Lee Huan               | 李煥                 | 李焕                  | Lǐ Huàn         |      | 21 mei 1989       | 30 mei 1990       | Kwomintang (Chinese Nationalistische Partij)   |
| 25      | 19   | Hau Pei-tsun           | 郝柏村               | 郝柏村                | Hǎo Bócūn       |      | 30 mei 1990       | 10 februari 1993  | Kwomintang (Chinese Nationalistische Partij)   |
| 26      | 20   | Lien Chan              | 連戰                 | 连战                  | Lián Zhàn       |      | 10 februari 1993  | 1 september 1997  | Kwomintang (Chinese Nationalistische Partij)   |
| 27      | 21   | Vincent Siew Wan-chang | 蕭萬長               | 萧万长                | Xiāo Wàncháng   |      | 1 september 1997  | 20 mei 2000       | Kwomintang (Chinese Nationalistische Partij)   |
| 28      | 22   | Tang Fei               | 唐飛                 | 唐飞                  | Táng Fēi        |      | 20 mei 2000       | 6 oktober 2000    | Kwomintang (Chinese Nationalistische Partij)   |
| 29      | 23   | Chang Chun-hsiung      | 張俊雄               | 张俊雄                | Zhāng Jùnxióng  |      | 6 oktober 2000    | 1 februari 2002   | Minjindang (Democratische Progressieve Partij) |
| 30      | 24   | Yu Shyi-kun            | 游錫堃               | 游锡堃                | Yóu Xíkūn       |      | 1 februari 2002   | 1 februari 2005   | Minjindang (Democratische Progressieve Partij) |
| 31      | 25   | Frank Hsieh Chang-ting | 謝長廷               | 谢长廷                | Xiè Chángtíng   |      | 1 februari 2005   | 25 januari 2006   | Minjindang (Democratische Progressieve Partij) |
| 32      | 26   | Su Tseng-chang         | 蘇貞昌               | 苏贞昌                | Sū Zhēnchāng    |      | 25 januari 2006   | 21 mei 2007       | Minjindang (Democratische Progressieve Partij) |
| 33      | -    | Chang Chun-hsiung      | 張俊雄               | 张俊雄                | Zhāng Jùnxióng  |      | 21 mei 2007       | 20 mei 2008       | Minjindang (Democratische Progressieve Partij) |
| 34      | 27   | Liu Chao-shiuan        | 劉兆玄               | 刘兆玄                | Liú Zhàoxuán    |      | 20 mei 2008       | 10 september 2009 | Kwomintang (Chinese Nationalistische Partij)   |
| 35      | 28   | Wu Den-yih             | 吳敦義               |                       | Wú Dūnyì        |      | 10 september 2009 | 6 februari 2012   | Kwomintang (Chinese Nationalistische Partij)   |
| 36      | 29   | Chen Chun              | 陳冲                 |                       | Chén Chōng      |      | 6 februari 2012   | 18 februari 2013  | Kwomintang (Chinese Nationalistische Partij)   |
| 37      | 30   | Jiang Yi-huah          | 江宜樺               |                       | Jiāng Yīhuá     |      | 18 februari 2013  | 8 december 2014   | Kwomintang (Chinese Nationalistische Partij)   |
| 38      | 31   | Mao Chi-kuo            | 毛治國               |                       | Máo Zhìguó      |      | 8 december 2014   | 1 februari 2016   | Kwomintang (Chinese Nationalistische Partij)   |
| 39      | 32   | Chang San-cheng        | 張善政               |                       | Zhāng Shànzhèng |      | 1 februari 2016   | 20 mei 2016       | Onafhankelijk                                  |
| 40      | 33   | Lin Chuan              | 林全                 |                       | Lín Quán        |      | 20 mei 2016       | 8 september 2017  | Onafhankelijk                                  |
| 41      | 34   | Lai Ching-te           | 賴清德               |                       | Lài Qīngdé      |      | 8 september 2017  | 14 januari 2019   | Minjindang (Democratische Progressieve Partij) |
| 42      | -    | Su Tseng-chang         | 蘇貞昌               | 苏贞昌                | Sū Zhēnchāng    |      | 14 januari 2019   | 31 januari 2023   | Minjindang (Democratische Progressieve Partij) |
| 43      | 35   | Chen Chien-jen         | 陳建仁               | 陈建仁                | Chén Jiànrén    |      | 31 januari 2023   | 20 mei 2024       | Minjindang (Democratische Progressieve Partij) |
| 44      | 36   | Cho Jung-tai           | 卓榮泰               |                       | Zhuó Róngtài    |      | 20 mei 2024       |                   | Minjindang (Democratische Progressieve Partij) |